# Citroën e-C4
De Citroën e-C4 of ë-C4 is een elektrische auto van klasse SUV (JC). Het voertuig, een elektrische variant van de met verbrandingsmotor uitgeruste Citroën C4, wordt gemaakt door autoproducent Citroën uit Frankrijk. Deze bestaat als vijfdeurs hatchback of vierdeurs sedan (ë-C4 X).

## Specificaties[2]

### Vervoer
De auto biedt 5 zitplaatsen, waarvan 2 geschikt zijn voor Isofix-kinderzitjes. Er is standaard 380 liter kofferbakruimte, die uitgebreid kan worden tot maximaal 1250 liter. Het voertuig is niet voorzien van een trekhaak.

### Accu
De auto heeft een 50 kWh grote tractiebatterij waarvan 45 kWh bruikbaar is. Dit resulteert in een WLTP-gemeten actieradius van 357 km, wat neerkomt op 265 km in de praktijk. De accu is actief gekoeld, wordt geproduceerd door CATL, heeft een nominaal voltage van 400 V en weegt ongeveer 356 kg.

### Opladen
De accu van de auto kan standaard worden opgeladen via een type 2-connector met laadvermogen van 11 kW door gebruik van 3-fase 16 ampère, waarmee de auto in 5 uur van 0 % naar 100 % geladen kan worden. Bij gebruik van een snellader met een CCS-aansluiting kan een laadsnelheid van maximaal 101 kW worden bereikt, waarmee de auto in minimaal 26 minuten van 10 % naar 80 % geladen kan worden, wat neerkomt op een snellaadsnelheid van 420 km/u.

### Prestaties
De elektronische aandrijflijn van de auto kan 100 kW of 136 pk aan vermogen leveren, waarmee de auto met 260 Nm koppel in 9,7 seconden kan optrekken van 0 naar 100 km/u. De maximale snelheid die bereikt kan worden is ongeveer 150 km/u.

### Veiligheid
Euro NCAP heeft de Citroën C4 in 2021 getest. Deze test is ook geldig voor de e-C4, waarbij Euro NCAP 4 van de 5 sterren uitdeelde voor veiligheid. De veiligheidsscore voor volwassen inzittenden bedraagt 80 % en voor kinderen 83 %. De auto krijgt een score van 57 % voor omgang met kwetsbare weggebruikers zoals fietsers en voetgangers, en 63 % voor de interne veiligheidssystemen en hulpfuncties.